# Friedrich Wilhelm Bredemeier
Friedrich Wilhelm Bredemeier (* 18. Juli 1807 in Escher; † 28. September 1888) war ein deutscher Gutsbesitzer, Bürgermeister und Abgeordneter des Kurhessischen Kommunallandtages.

## Leben
Er war der Sohn des Johann Christopher Bredemeiner und dessen Gemahlin Sophie Louise Reehse. In den Jahren 1853 bis 1878 übte er das Amt eines Bürgermeisters aus und wurde 1871 Nachfolger des verstorbenen Hermann Heinrich Reimerdes im Kurhessischen Kommunallandtag des Regierungsbezirks Kassel. Er kam aus den Reihen der höchstbesteuerten Grundbesitzer in das Parlament. Die Zusammensetzung des Gremiums wurde durch das Wahlgesetz vom 5. April 1849 neu geregelt. Die bisherigen Privilegien des Adels wurden abgeschafft. Stattdessen stellten sich Vertreter aus den verschiedenen Ständen zur Wahl. Bredemeier blieb bis 1877 im Amt. 